# Memoriał Alfreda Smoczyka 1998

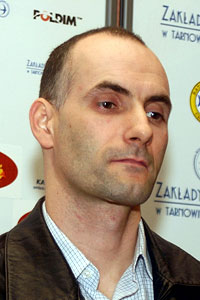
Tomasz Gollob

XLVIII Memoriał Alfreda Smoczyka odbył się 2 sierpnia 1998 r. Wygrał Tomasz Gollob.

## Wyniki
- 2 sierpnia 1998 r. (niedziela), Stadion im. Alfreda Smoczyka (Leszno)
- Najlepszy Czas Dnia: Hans Nielsen – w 4 wyścigu - 60,8 sek.

| Msc. | Zawodnik                | Klub                  | Pkt |             |  |
| ---- | ----------------------- | --------------------- | --- | ----------- |  |
| 1    | (4) Tomasz Gollob       | Polonia Bydgoszcz     | 15  | (3,3,3,3,3) |  |
| 2    | (13) Hans Nielsen       | Polonia Piła          | 14  | (3,3,2,3,3) |  |
| 3    | (14) Piotr Świst        | Stal Rzeszów          | 12  | (2,2,3,3,2) |  |
| 4    | (5) Sebastian Ułamek    | Włókniarz Częstochowa | 10  | (3,1,3,3,0) |  |
| 5    | (1) Roman Jankowski     | Unia Leszno           | 9   | (1,2,3,1,2) |  |
| 6    | (12) Jacek Gollob       | Polonia Bydgoszcz     | 7   | (3,2,w,2,0) |  |
| 7    | (6) Ronnie Correy       | Unia Leszno           | 7   | (1,1,2,1,2) |  |
| 8    | (11) Brian Andersen     | Unia Leszno           | 7   | (1,2,1,2,1) |  |
| 9    | (7) Sean Wilson         | OTŻ Opole             | 6   | (2,3,1,0,0) |  |
| 10   | (16) Piotr Protasiewicz | Polonia Bydgoszcz     | 6   | (1,1,d,1,3) |  |
| 11   | (10) Adam Skórnicki     | Unia Leszno           | 5   | (2,0,0,0,3) |  |
| 12   | (2) Robert Dados        | GKM Grudziądz         | 5   | (2,3,w,d,-) |  |
| 13   | (3) Andrzej Huszcza     | ZKŻ Zielona Góra      | 5   | (0,0,2,2,1) |  |
| 14   | (9) Rafał Dobrucki      | Polonia Piła          | 5   | (0,0,1,2,2) |  |
| 15   | (15) Robert Mikołajczak | Unia Leszno           | 3   | (0,1,2,0,0) |  |
| 16   | (8) Damian Baliński     | Unia Leszno           | 0   | (d,d,0,-,-) |  |
|      | rez. Dariusz Łowicki    | Unia Leszno           | 2   | (1,1)       |  |
|      | rez. Maciej Jąder       | Unia Leszno           | 1   | (1)         |  |

Bieg po biegu
1. (61,8) T. Gollob, Dados, Jankowski, Huszcza
2. (61,4) Ułamek, Wilson, Correy, Baliński (d/4)
3. (62,4) J. Gollob, Skórnicki, Andersen, Dobrucki
4. (60,8) Nielsen, Świst, Protasiewicz, Mikołajczak
5. (61,3) Nielsen, Jankowski, Ułamek, Dobrucki
6. (62,0) Dados, Świst, Correy, Skórnicki
7. (62,7) Wilson, Andersen, Mikołajczak, Huszcza
8. (61,9) T. Gollob, J. Gollob, Protasiewicz, Baliński (d/3)
9. (62,3) Jankowski, Correy, Andersen, Protasiewicz
10. (62,9) Ułamek, Mikołajczak, J. Gollob (w2), Dados (w/su)
11. (62,6) Świst, Huszcza, Dobrucki, Baliński
12. (61,8) T. Gollob, Nielsen, Wilson, Skórnicki
13. (63,0) Świst, J. Gollob, Jankowski, Wilson
14. (62,3) Nielsen, Andersen, Łowicki, Dados (d/3) / Łowicki za Balińskiego
15. (63,0) Ułamek, Huszcza, Protasiewicz, Skórnicki
16. (62,8) T. Gollob, Dobrucki, Correy, Mikołajczak
17. (64,5) Skórnicki, Jankowski, Jąder, Mikołajczak / Jąder za Balińskiego
18. (63,3) Protasiewicz, Dobrucki, Łowicki, Wilson / Łowicki za Dadosa
19. (62,9) Nielsen, Correy, Huszcza, J. Gollob
20. (62,8) T. Gollob, Świst, Andersen, Ułamek
21. Bieg memoriałowy Franciszka Kutrowskiego i Jerzego Kowalskiego (63,0) Andersen, Skórnicki, Correy, Jąder